# Spondias mombin
Pour les articles homonymes, voir Prunier (homonymie).
Prunier mombin
Espèce
Synonymes
- Spondias aurantiaca Schumach. & Thonn.
- Spondias axillaris Roxb.
- Spondias cythera Tussac
- Spondias dubia A. Rich.
- Spondias graveolens Macfad.
- Spondias lucida Salisb.
- Spondias lutea L.
- Spondias lutea Royen ex Blume
- Spondias lutea var. glabra Engl.
- Spondias lutea var. maxima Engl.
- Spondias lutea var. pseudomyrobalanus (Tussac) Marchand
- Spondias myrobalanus L.
- Spondias myrobalunus L.
- Spondias nigrescens Pittier
- Spondias oghigee G. Don
- Spondias pseudomyrobalanus Tussac
- Spondias purpurea var. venulosa Engl.
- Spondias radlkoferi Donn. Sm.
- Spondias venulosa (Engl.) Engl.
- Spondias zanzee G. Don[1]

Le prunier mombin (Spondias mombin) est un arbre d'origine néotropicale appartenant à la famille des Anacardiaceae, que l'on rencontre depuis les régions semi-arides du Mexique, et du Pérou, jusqu'au Brésil, et en Guyane, en passant par les Antilles.
Il est parfois cultivé (notamment dans le Nord-est Brésilien), pour ses fruits comestibles appelés mombins, qui peuvent être utilisés dans la confection de punch.
Cet arbre a été naturalisé dans certaines régions d'Afrique, d'Inde, du Bangladesh, du Sri Lanka, d'Indonésie, des Bahamas, et d'autres îles des Caraïbes.
Le fruit est une drupe jaune ovoïde, d'une taille comprise entre une prune et un citron, recouverte d'une peau coriace renfermant une fine couche de pulpe autour d'un gros noyau. Cette chair présente une saveur agréable, légèrement acidulée et astringente, et à l'odeur suave très forte.
Les graines ont une teneur en huile de 31,5 %.

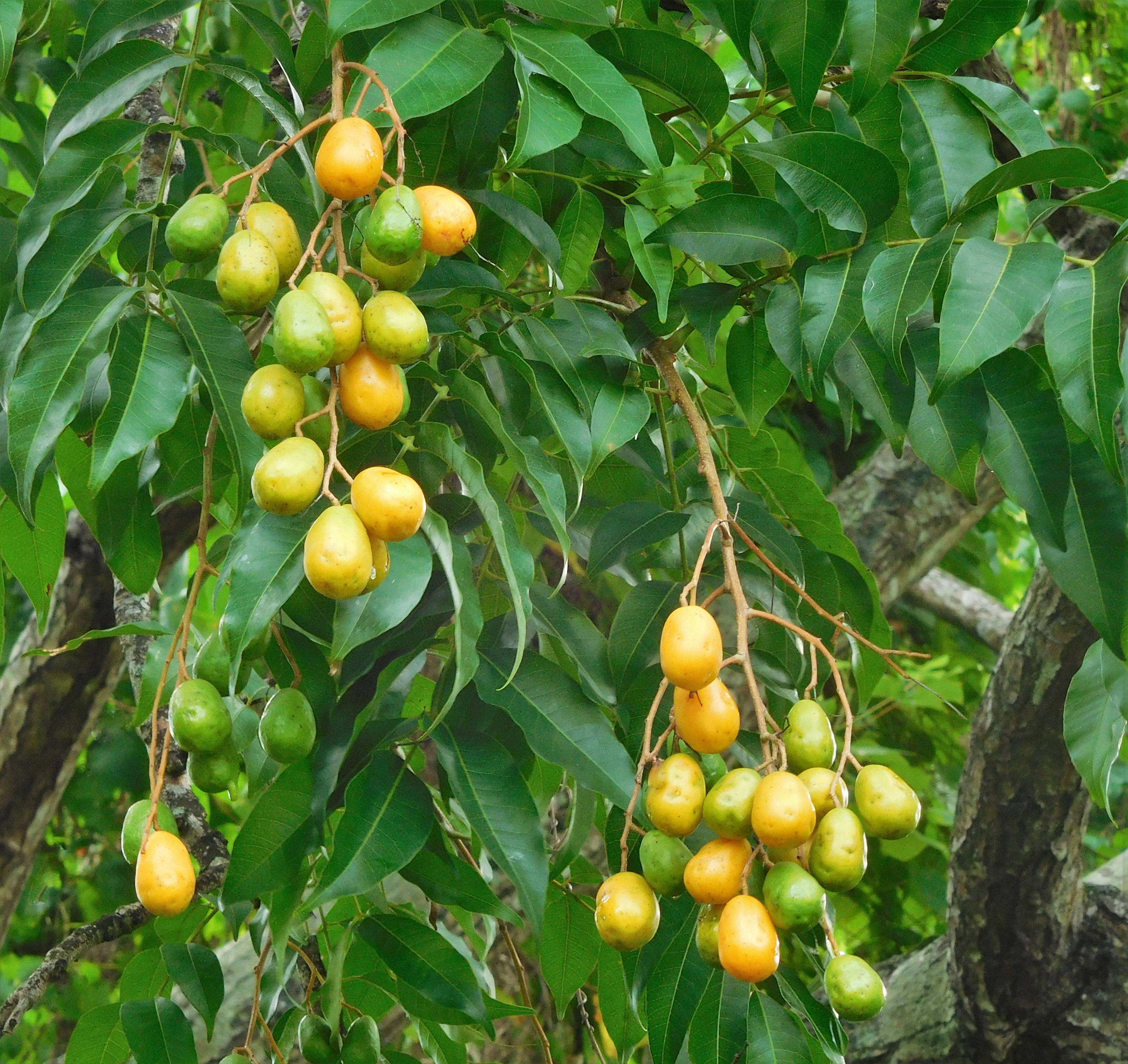
Prune mombin

## Description
Spondias mombin est un arbre à feuilles caduques atteignant jusqu'à 20 mètres de haut et 1,5 mètre de diamètre. Son écorce est épaisse, liégeuse, et profondément fissurée. Lors des coupes, il est rose pâle, virant rapidement. Les branches sont basses et les rameaux glabres. Les feuilles sont imparipennées, avec 5 à 8 paires de folioles opposées avec une foliole terminale, 10 × 5 centimètres, oblongues ou oblongues lancéolées, largement acuminées, glabres. La floraison massive et parfumée a lieu de janvier à mai. Elle se compose de gros panicules terminaux lâches composés de petites fleurs blanches. Les fruits jaunes, de forme ovoïde, apparaissent de juillet à septembre et mesurent près de 4 centimètres, devenant ridés en séchant. Comestibles leur goût est un peu acide avec un arôme puissant. La chair entoure un unique noyau fibreux.

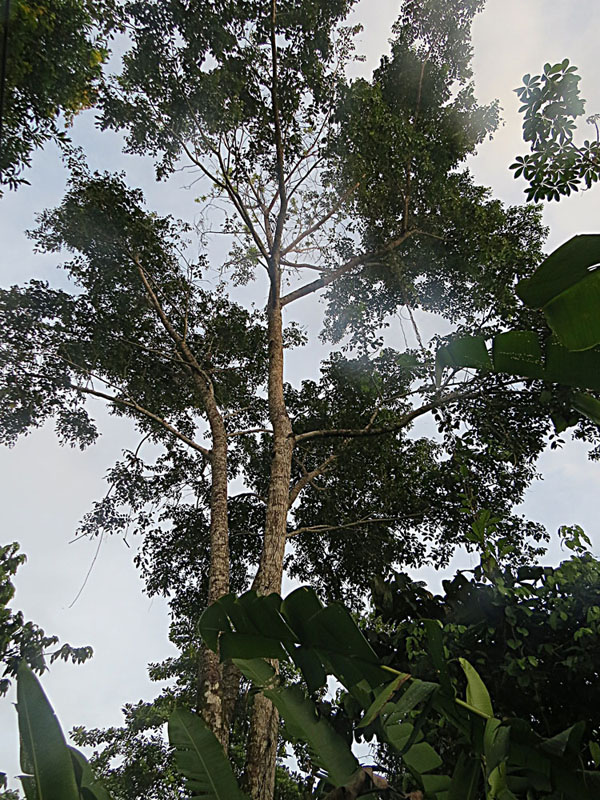
Vue générale de Spondias mombin adulte.
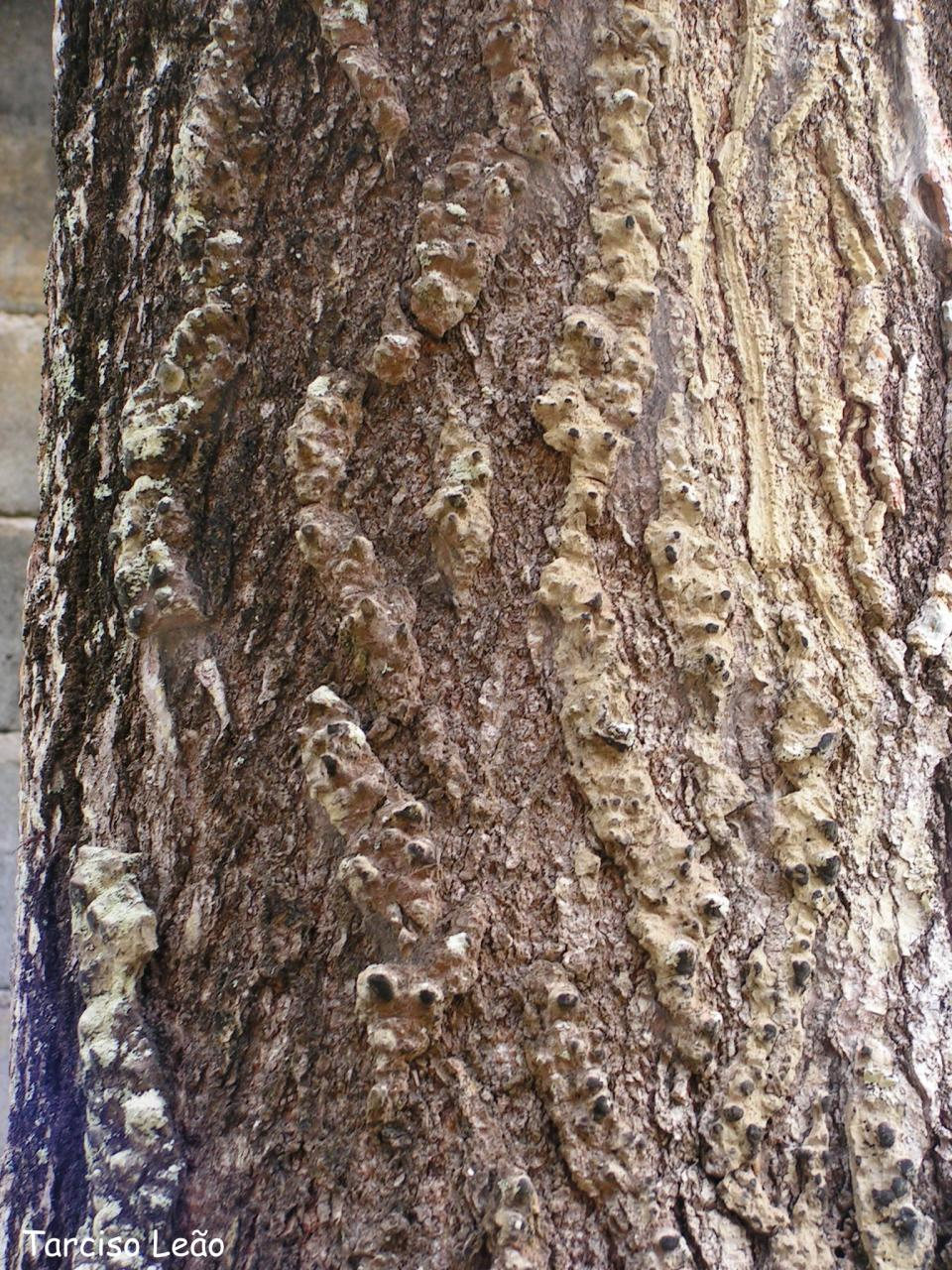
Écorce crevassée de Spondias mombin.
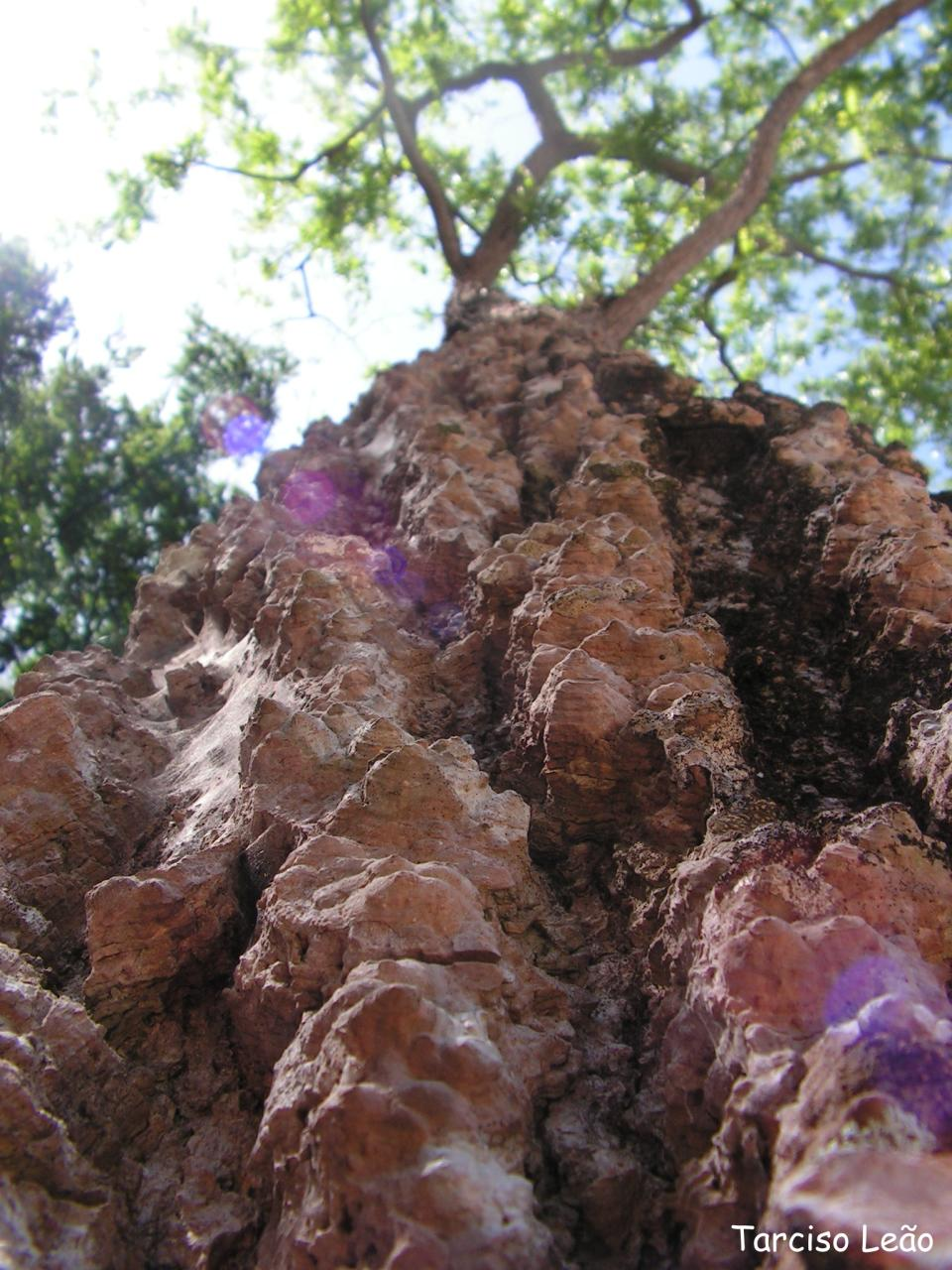
Détail de l'écorce de Spondias mombin.
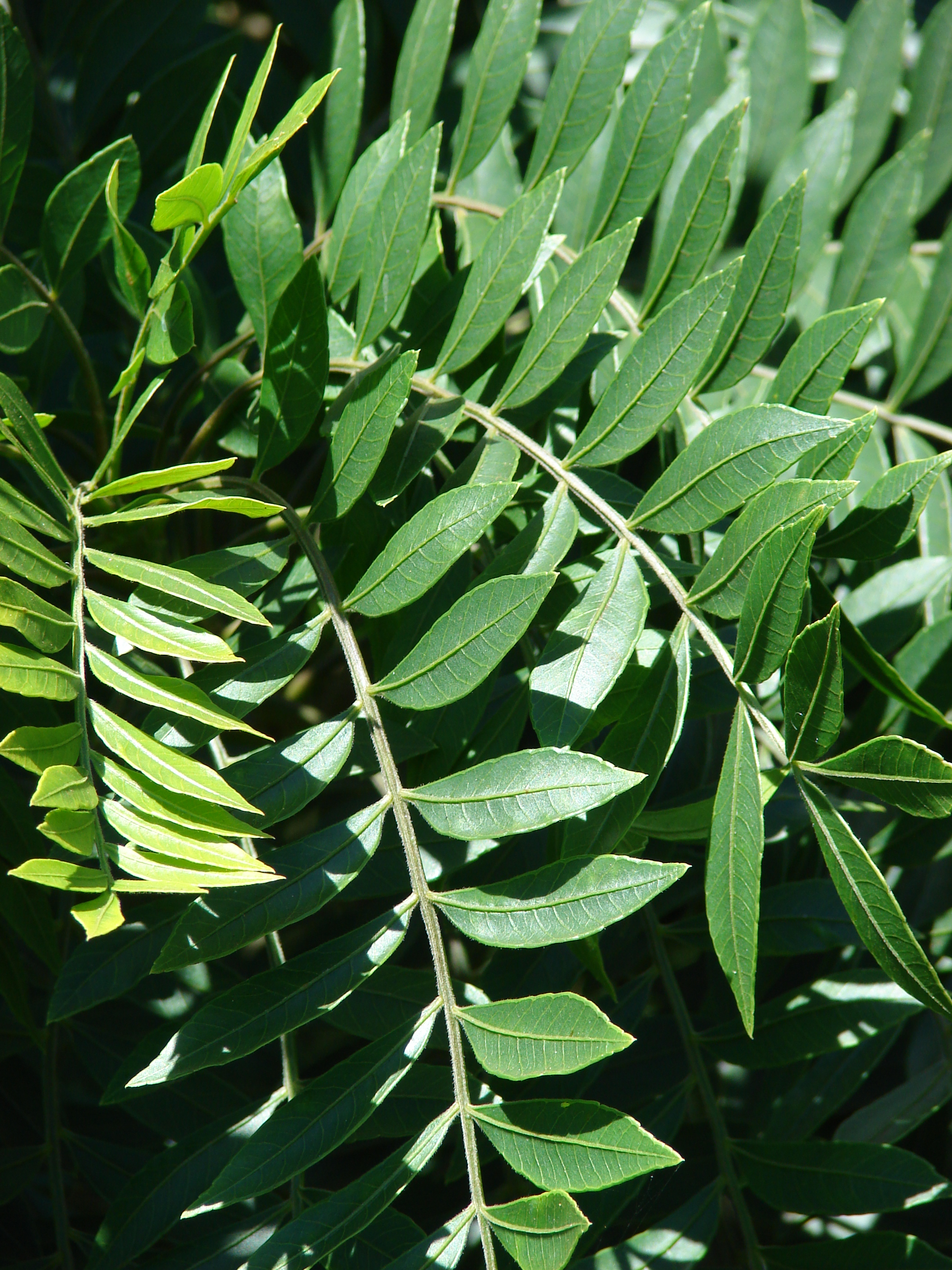
Jeunes feuilles de Spondias mombin.
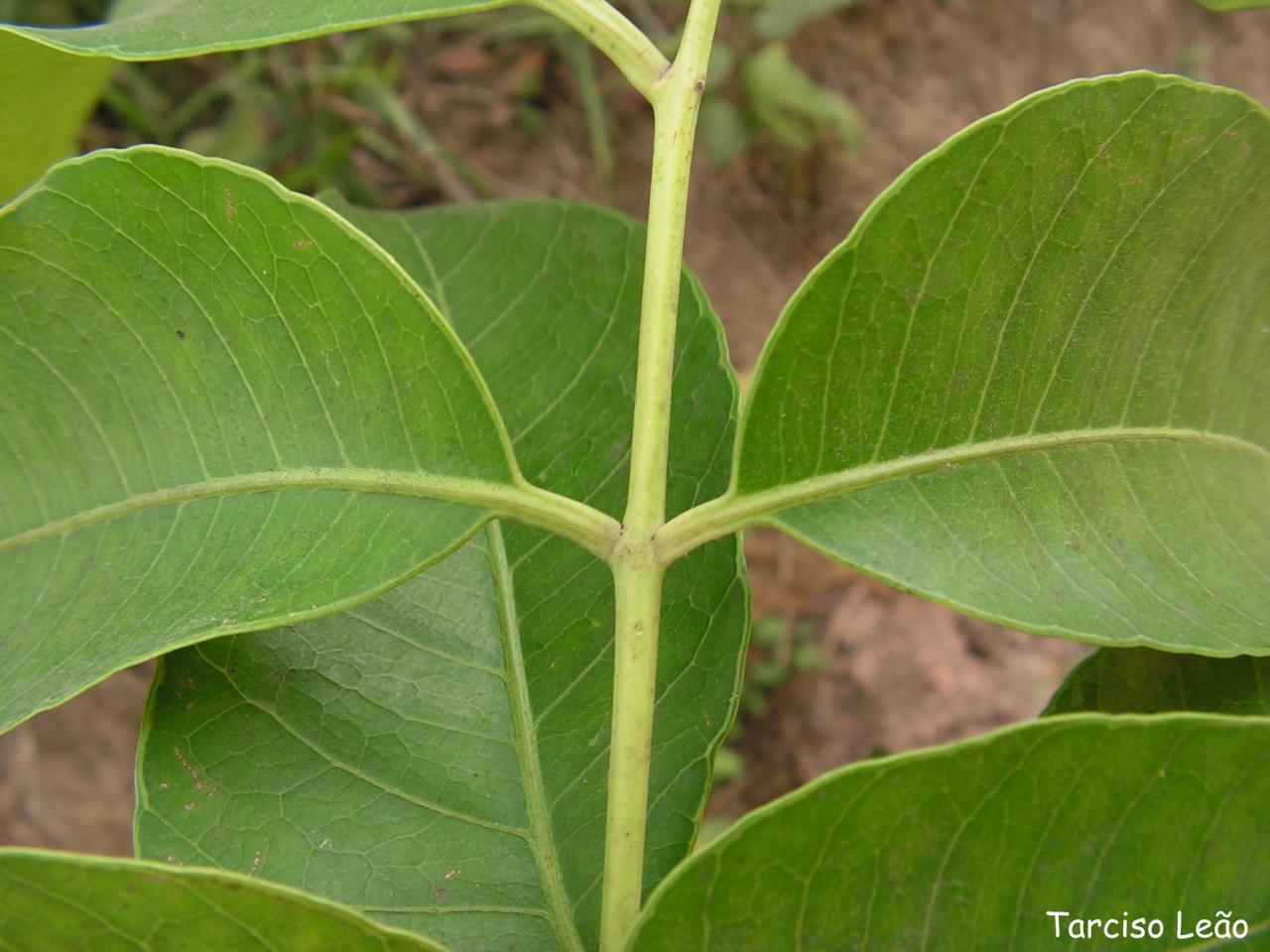
Détail des feuilles de Spondias mombin.
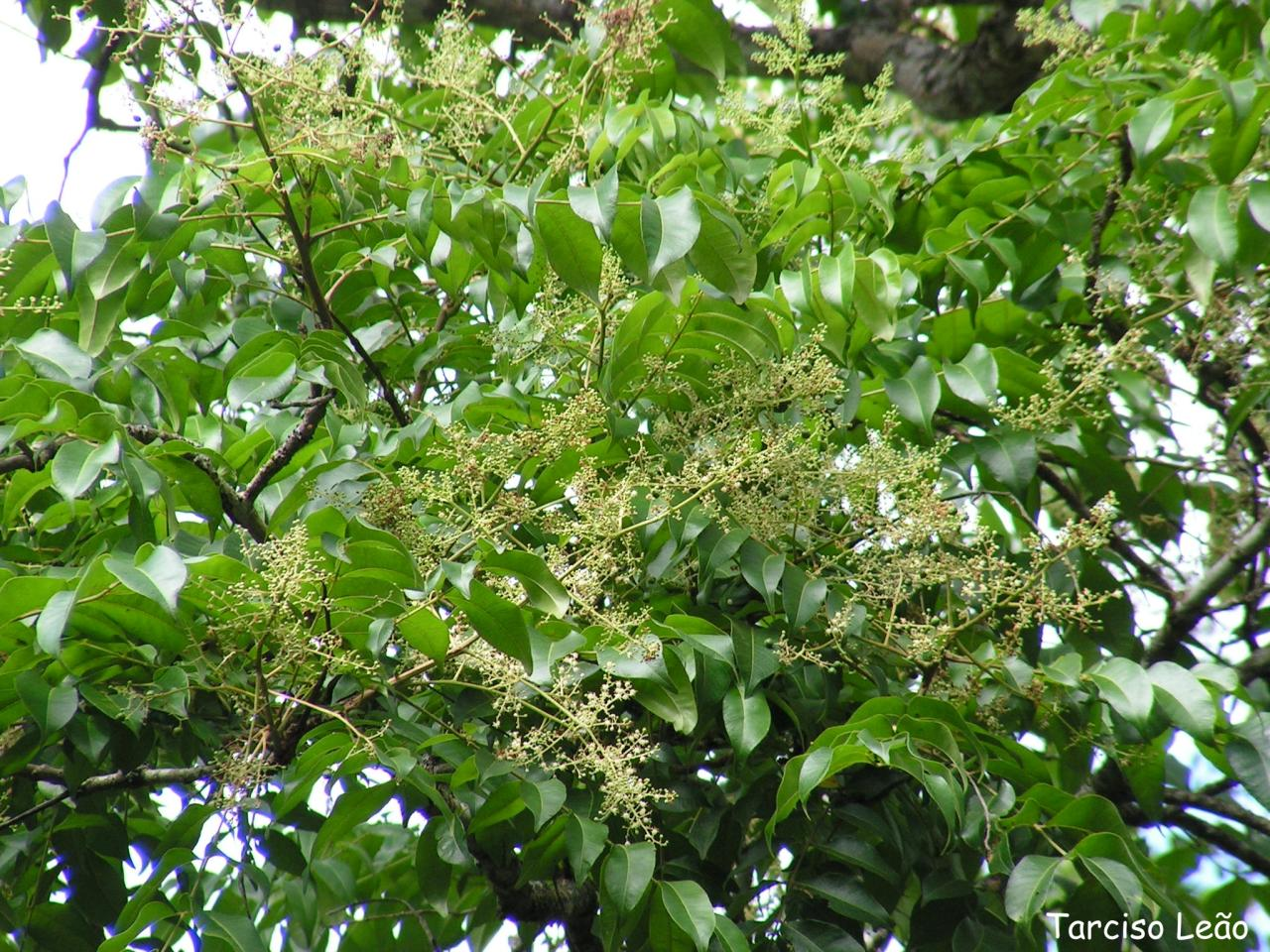
Branches feuillées de Spondias mombin portant de nombreuses de inflorescence.
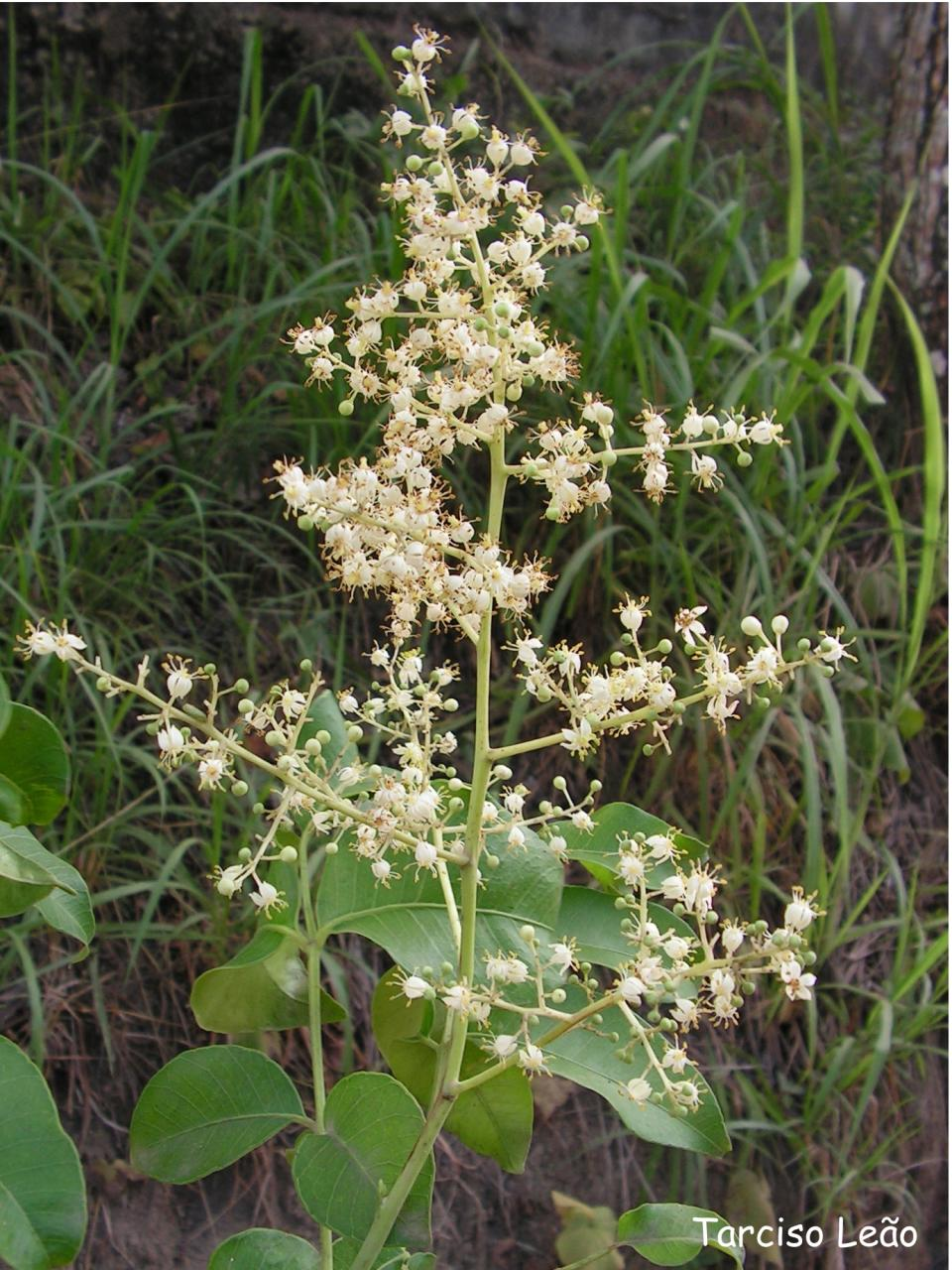
Inflorescence de Spondias mombin.
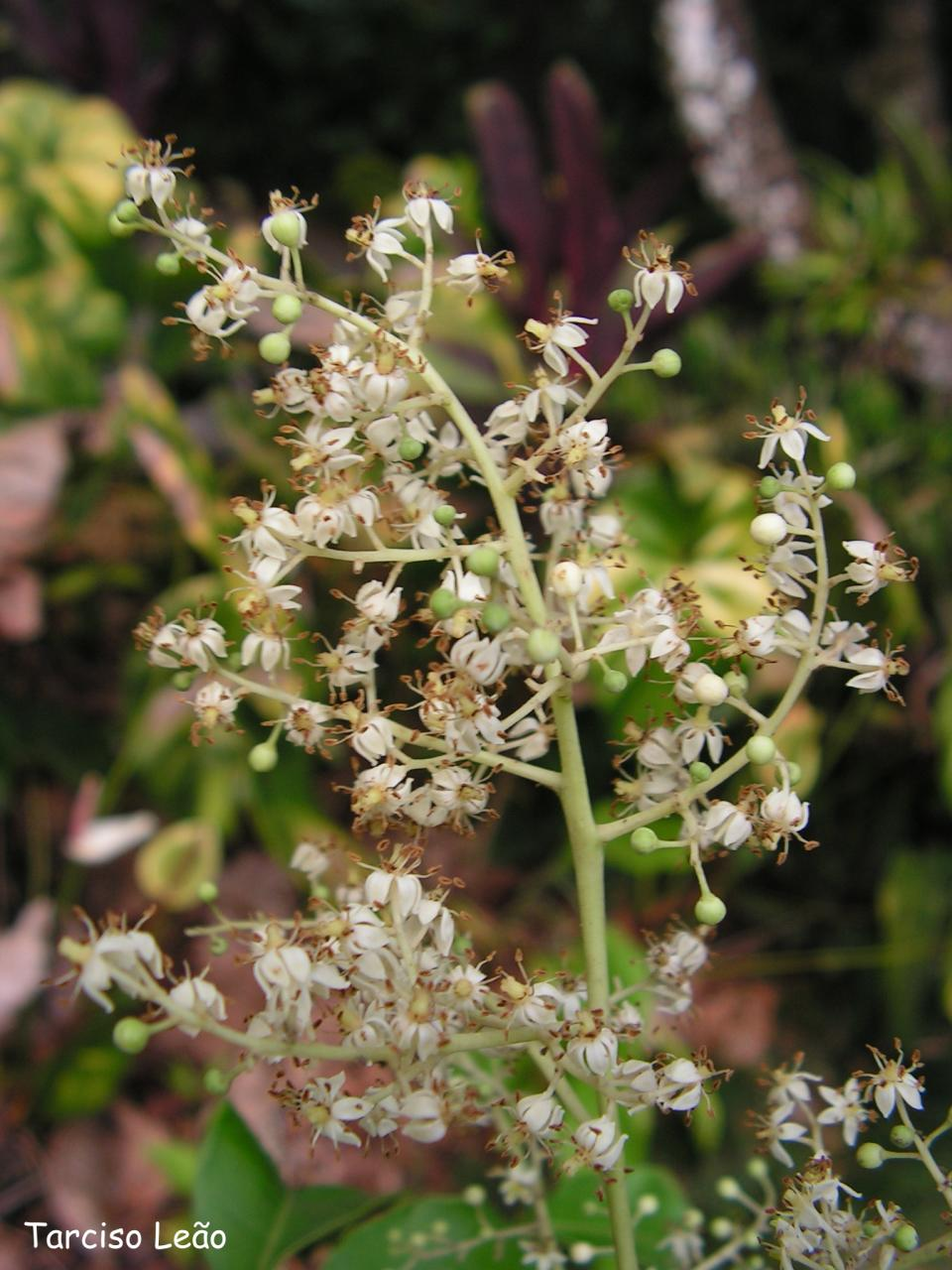
Fleurs de Spondias mombin.
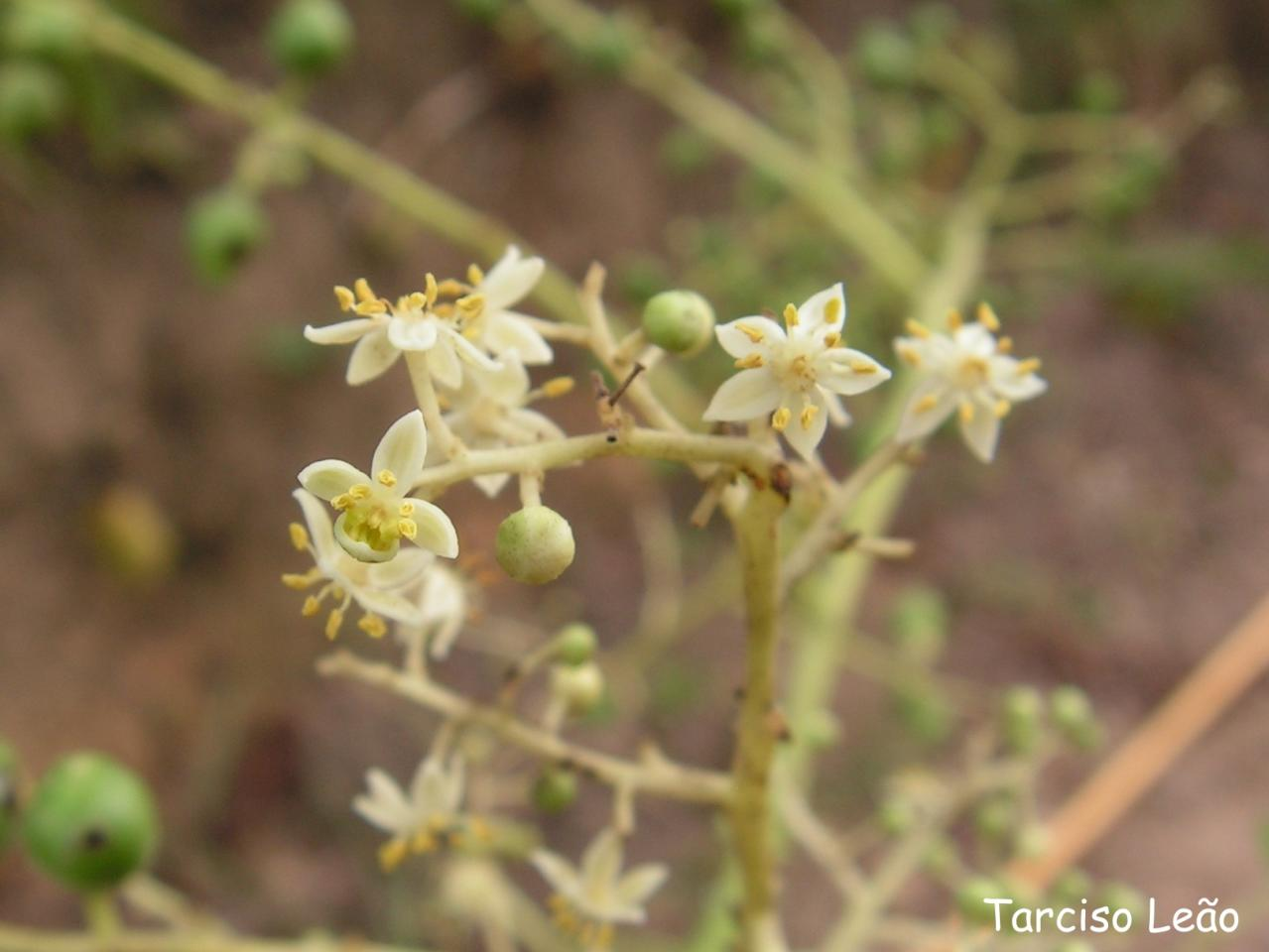
Fleurs de Spondias mombin (détail).
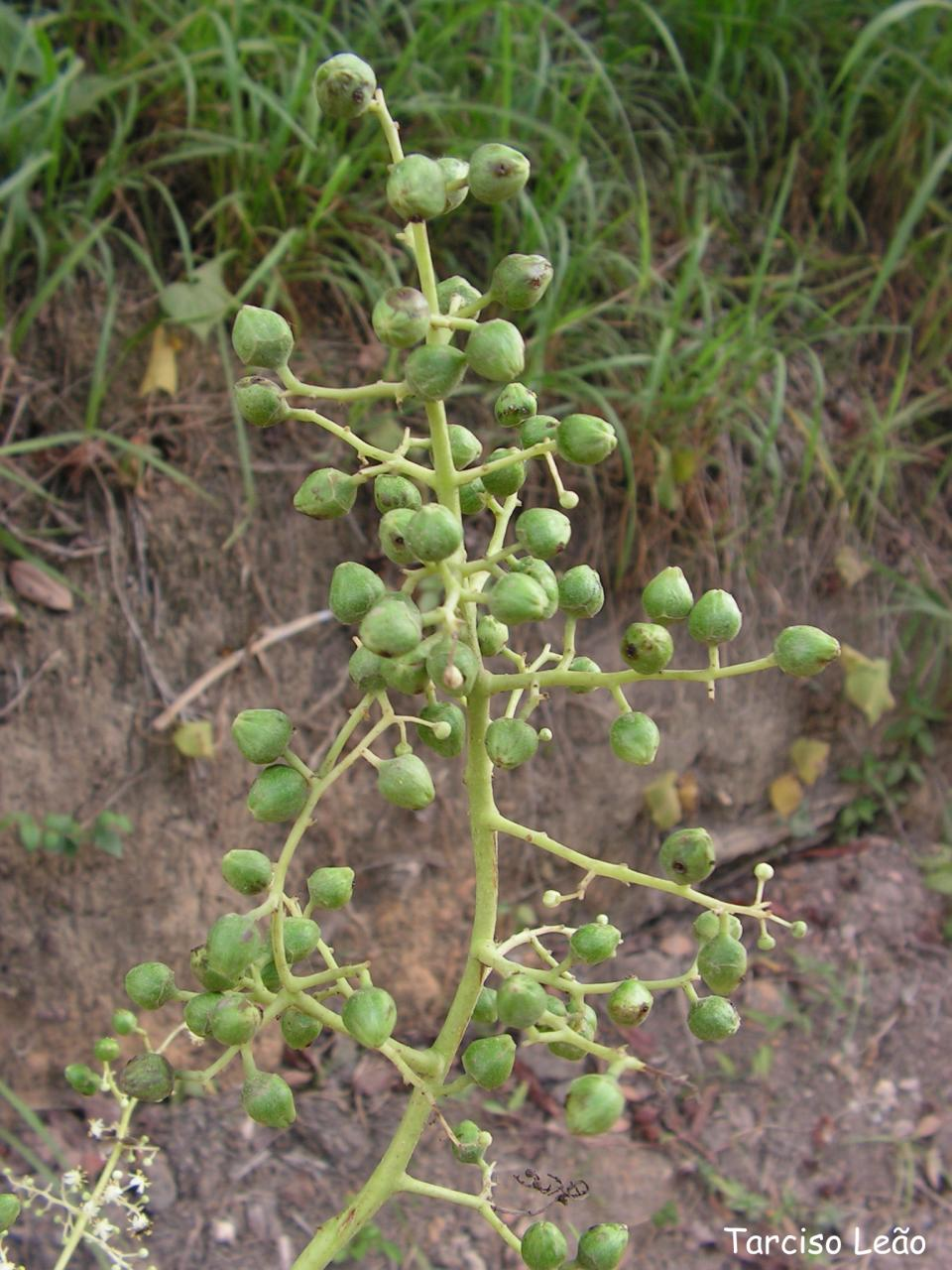
Jeune infrutescence de Spondias mombin.
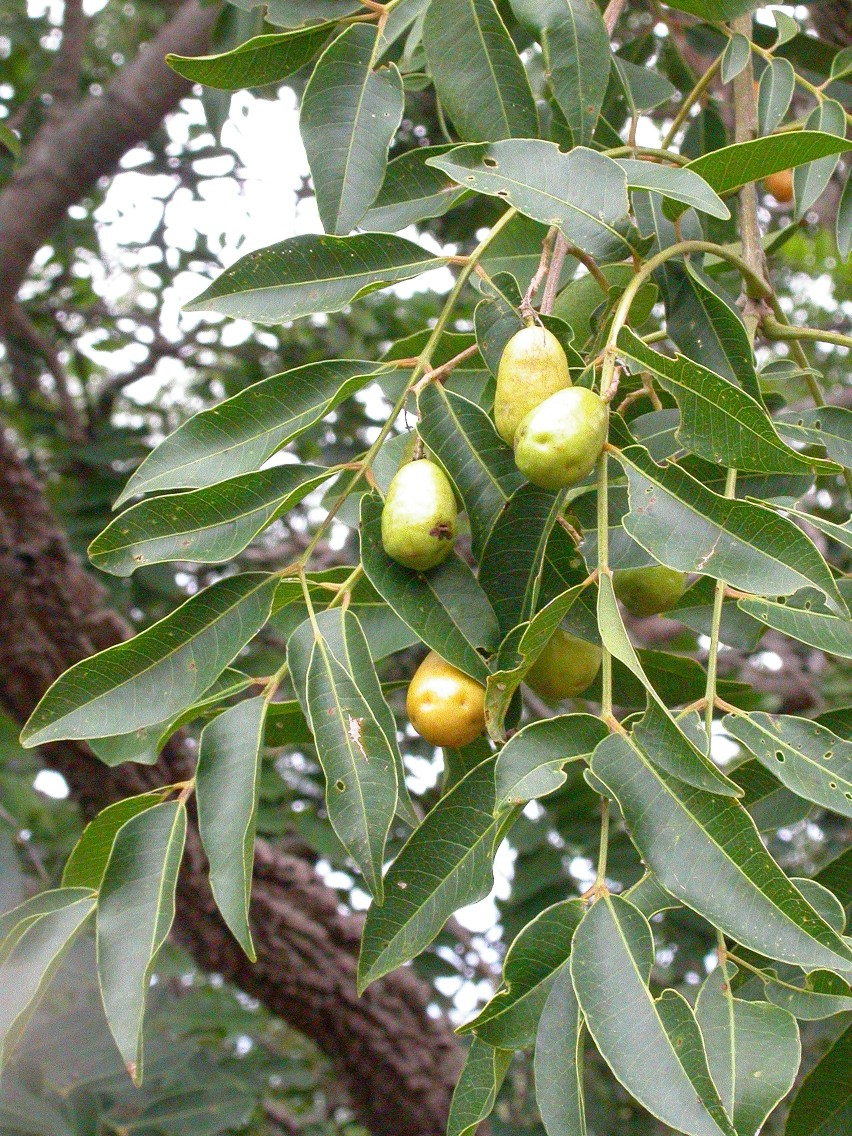
Branche portant les fruits (drupes) de Spondias mombin.
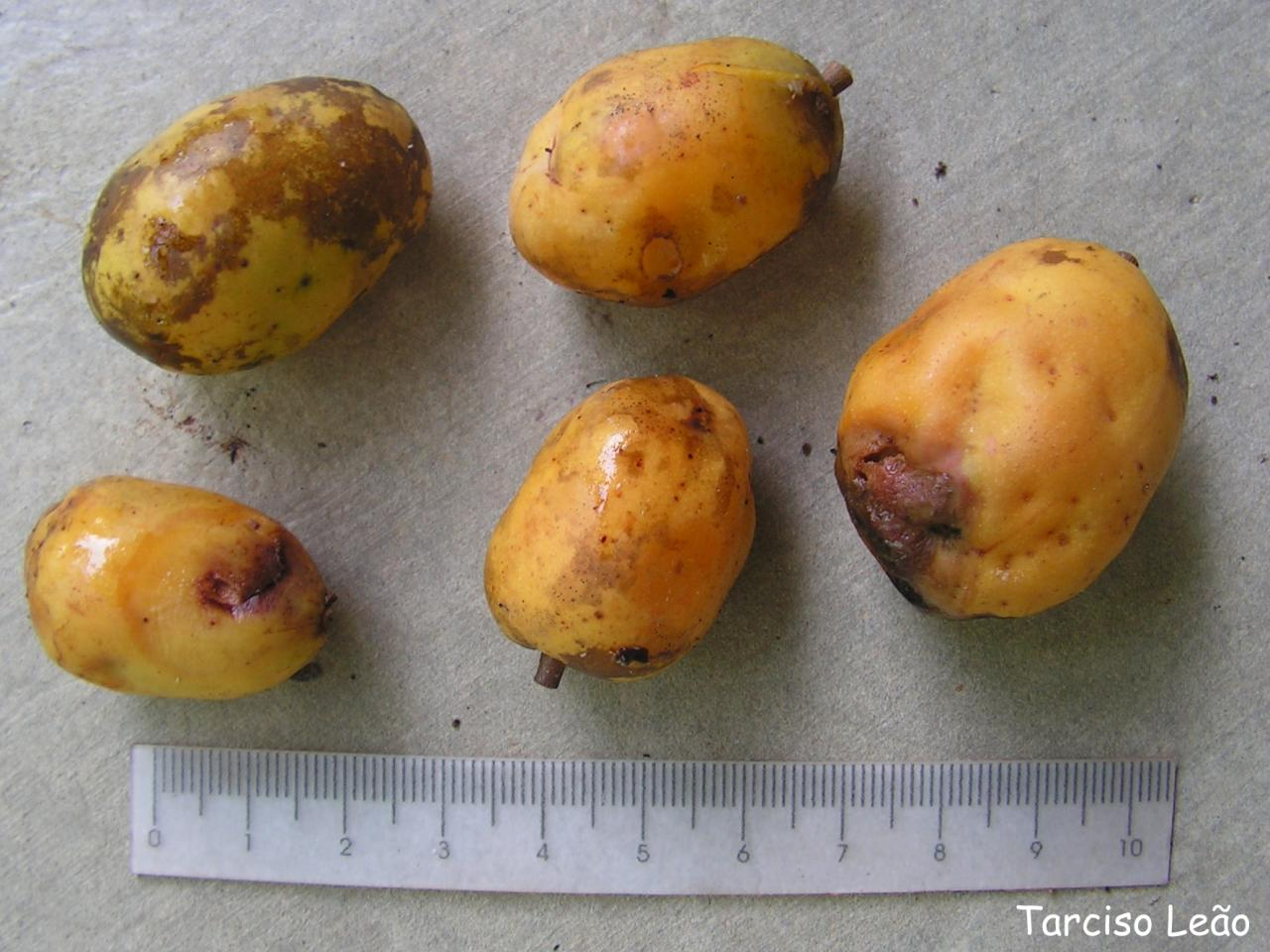
Fruits murs de Spondias mombin.
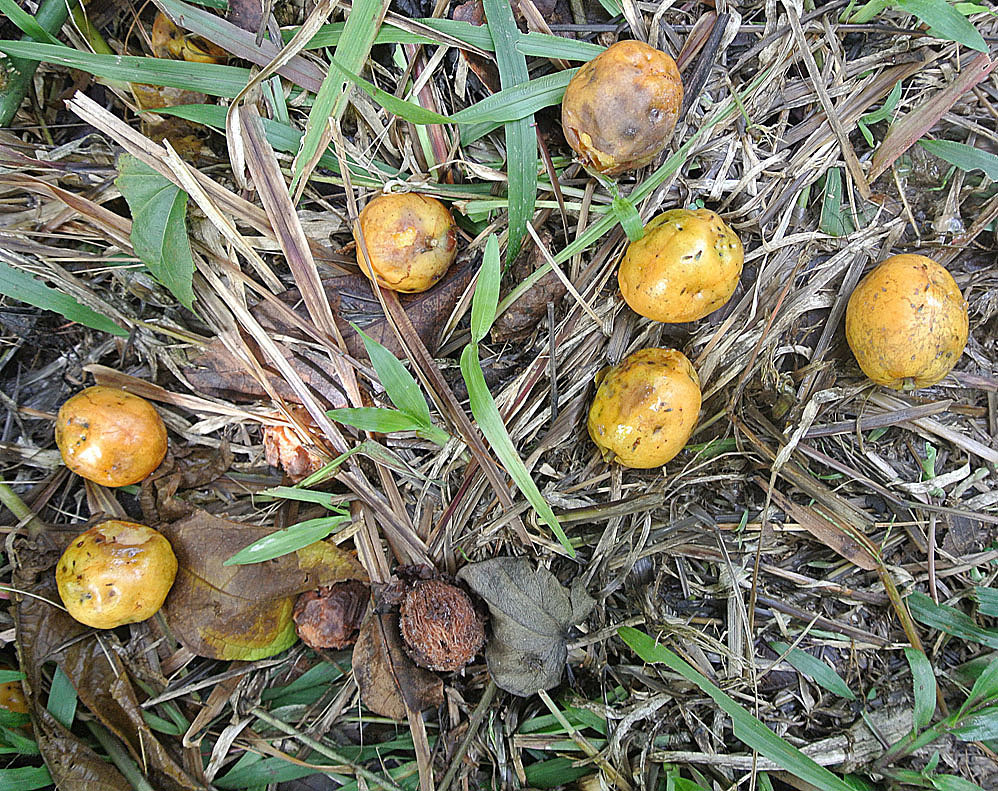
Fruits de Spondias mombin tombés au sol et noyau fibreux.

## Utilisation alimentaire

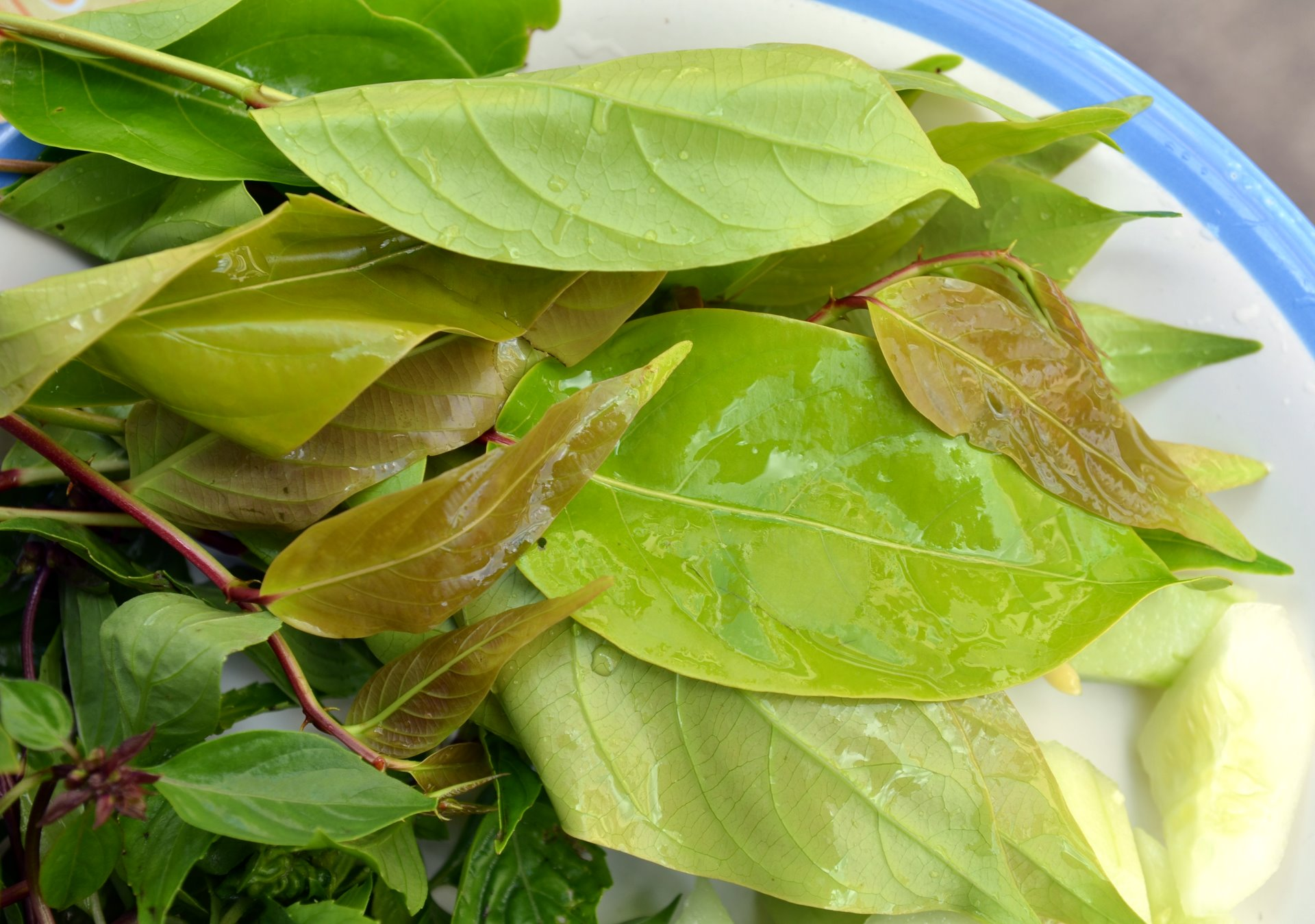
Bai makok est le nom des feuilles de Spondias mombin en langue Thaï

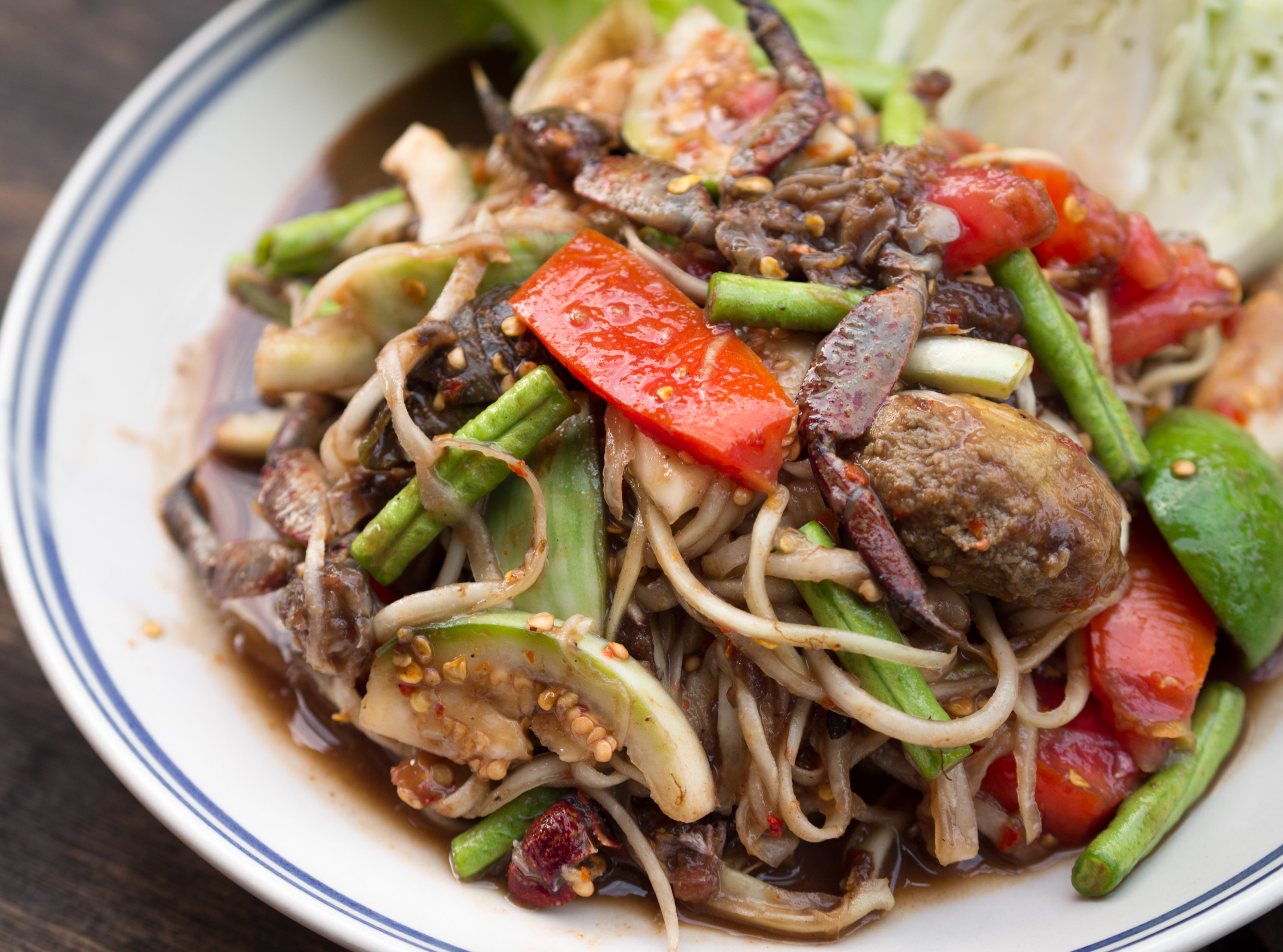
Le fruit, dont la graine est bien visible sur cette image, peut également être utilisé pour faire de la salade de papaye verte en Thaïlande et au Laos

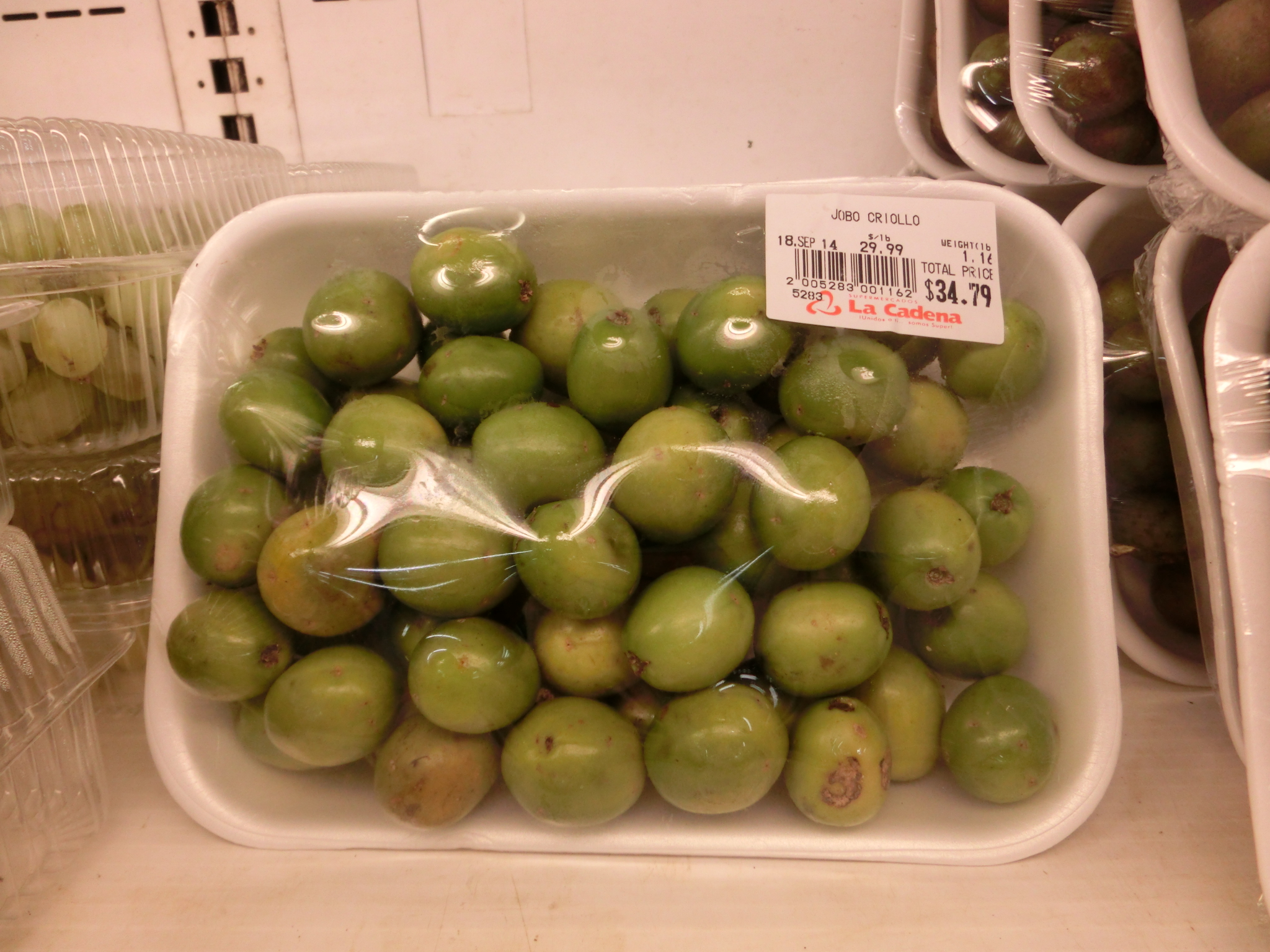
Fruits verts vendus dans un supermarché en République Dominicaine

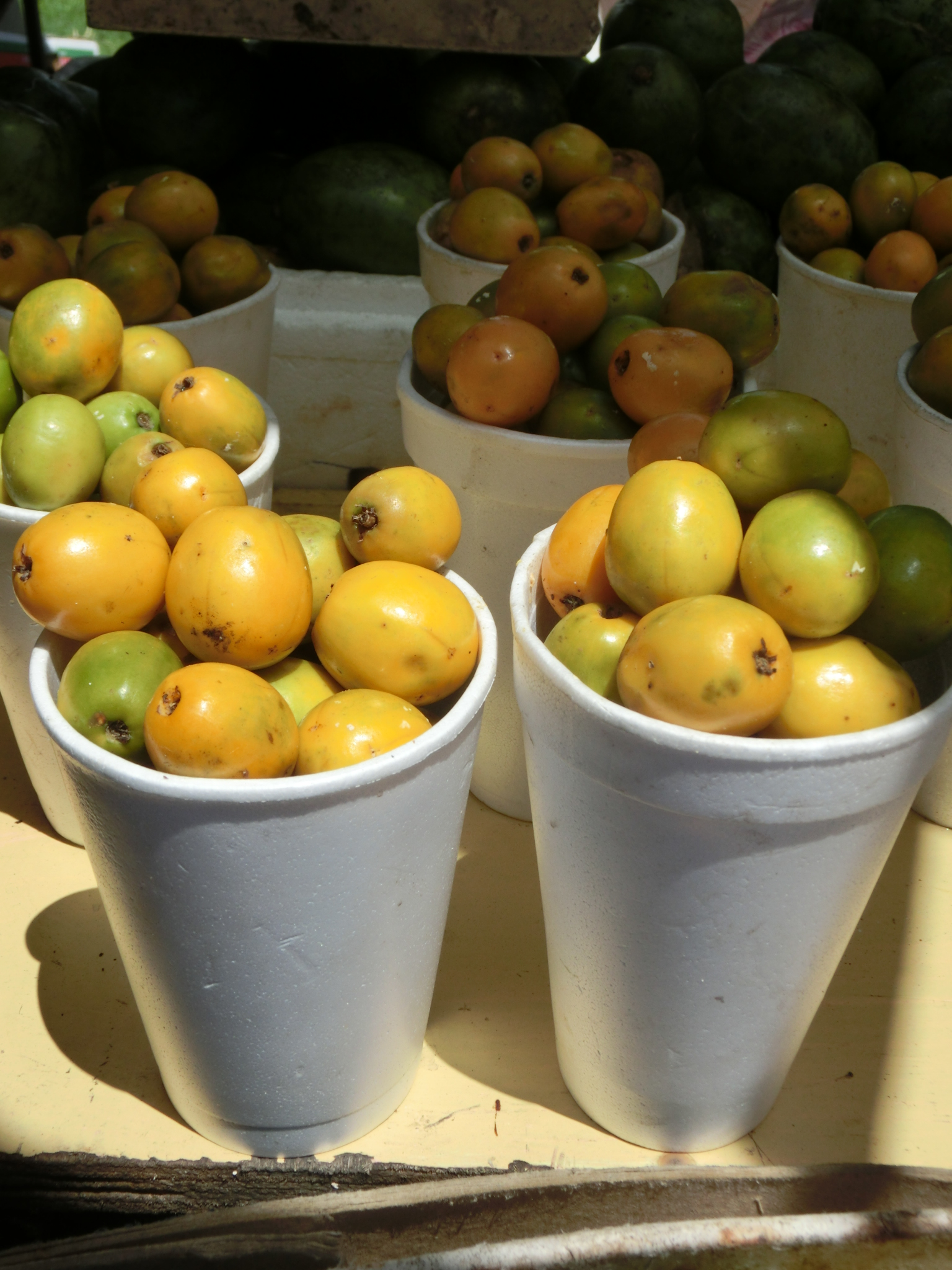
Fruits mûrs

La pulpe du fruit peut être consommée fraîche, en jus, en concentré, en gelées, ou en sorbets.
En Thaïlande, ce fruit est utilisé dans le som tam comme un ingrédient secondaire. Les jeunes feuilles, dont le goût est légèrement amer et acidulé, parfois servi cru avec certains types de nam phrik (sauces pimentées Thaïlandaises). Il est également servi avec de la poudre de piment au Bangladesh.
En tant que membre de la famille du Sumac (Anacardiaceae), l'exposition à la sève de cette espèce pourrait provoquer une réaction allergique identique à celle de l'herbe à puces. Les personnes présentant une sensibilité connue à l'urushiol, doivent faire preuve de prudence dans la consommation ou la manipulation de cette espèce.

## Médecine traditionnelle
Dans la médecine traditionnelle, Spondias mombin présente une variété d'utilisations. Le fruit a été utilisé comme diurétique et fébrifuge. L'écorce astringente est utilisée comme émétique et contre la diarrhée, la dysenterie, les hémorroïdes, la gonorrhée, et les leucorrhées. Les fleurs et les feuilles sont utilisées pour confectionner un thé contre des maux d'estomac, les affections hépatiques, l'urétrite, la cystite, et les inflammation.
En Guyane, les différentes populations lui prêtent des vertus comme anti-diarrhéique, contre le maux de ventre, les éruptions cutanées des nourrissons, ou contre les moustiques.

## Chimie
Diverses études ont été réalisées concernant sa composition chimique et ses propriétés 
antivirals, 
anti-bactérienne et molluscicides, 
physiologiques, 
antimicrobiennes, 
phytochimiques et nutritionnelles, 
psychoactives, 
anticorrosives, 
anthelmintiques, etc.

## Noms vernaculaires
Comme toute espèce largement utilisée, Spondias mombin porte de nombreux noms vernaculaires dans différentes langues :
- Caraïbes anglophones (Antilles britanniques) - yellow mombin[13], hog plum
- Jamaïque - Spanish plum, gully plum, coolie plum
- autres territoires anglophones : hug plum, true yellow mombin, golden apple, Java plum...
- Surinam - Mope
- Guyane[4] :
  - Créole - mombin [monben]
- Haïti : siwèl
- Caraïbes hispanophones, Costa Rica, Mexique - jobo (dérivé de la langue Caraïbe[14])
- Cuba :
  - "habla congo" de Palo Mayombe - nkunia guenguere kunansieto, ciruela
- Panama - mangotin.
- Salvador - Jocote de Corona
  - Wayãpi de Camopi - mope
  - Wayãpi du haut Oyapock - akaya, tapelɨwa
  - Palikur - kahambag
  - Portugais - tapereba, caja
  - Kali'na - mo:pe
  - Wayana - mope
- Brésil - cajá, taperebá ou ambaló
- Pérou - uvos, mango ciruelo
- Ghana :
  - hog plum ou Ashanti plum
  - Éwé - Akukor
- Togo :
  - Mina - Aklikon
- Nigeria :
  - Yoruba - Iyeye, Yeye[15]
  - Igbo - ngulungwu
  - Haoussa - isada[16].
- Inde :
  - Bengali - আমড়া (Amṛa)
- Bangladesh - আমড়া (Amṛa)
- Sri Lanka - ඇඹරැල්ල (Ambaralla)
- Thaïlande (thaï) - makok (มะกอก)
- Palaos (Palauan) - titimel